# Мовчазна втеча
«Мовчазна втеча», або «Мовчазний біг» (англ.  Silent Running) — науково-фантастичний кінофільм Даґласа Трамбулла 1972 року, головну роль в якому зіграв Брюс Дерн.
Дія відбувається на борту космічного корабля, де зберігаються останні зразки рослин, узяті з Землі. Коли командування з незрозумілих причин наказує знищити біокуполи з рослинами, садівник Фрімен Ловелл вирішує за будь-яку ціну врятувати частинку природи.

## Сюжет
У фільмі показано майбутнє, де на Землі знищено все рослинне життя — лише кілька зразків було збережено у величезних, схожих на теплиці геодезичних куполах, прикомандированих до флотилії космічних транспортних кораблів American Airlines поблизу орбіти Сатурна. Фрімен Ловелл — один з чотирьох членів екіпажу корабля «Ковальська долина» (англ. Valley Forge). Він — штатний ботанік і еколог, який піклується про лісову рослинність до її можливого повернення і відновлення на Землі. Ловелл присвячує більшу частину свого часу лісу, вирощуючи рослини і розводячи тварин. Його дратує, що колеги не цінують рослини, влаштовуючи в куполі перегони.
З Землі надходить наказ від'єднати куполи та знищити їх атомними зарядами, а кораблі повернути їхньому власнику, компанії «American Airlines Space Freighters». Екіпаж сприймає це з радістю, сподіваючись, що річна зміна закінчиться раніше. Ловелл піднімає бунт і намагається врятувати ліси і тварин на кораблі. Після того, як чотири з шести куполів було знищено, Ловелл вбиває одного з членів команди у бійці, Волфа, серйозно пошкодивши при цьому ногу. Проте він перешкоджає знищенню одного з двох куполів, замкнувши інших двох людей в іншому куполі, який потім знищує. Вдавшись до допомоги трьох господарських роботів, яких він потім назве Крячик, Квачик і Кручик (на честь коміксових каченят-трійнят). Ловелл бреше, що стався вибух і корабель втратив керування. Він відокремлює корабель від флотилії і викрадає його разом з останнім лісовим куполом, ведучи в напрямку Сатурна.
Залишившись тепер сам, щоб прооперувати свою ногу, Ловелл перепрограмовує роботів-дронів, а потім ставить корабель на небезпечний курс через кільця Сатурна. Під час проходження небезпечної ділянки дрона № 3 Луї зриває з корабля. Корабель і купол, відносно неушкоджені, опиняється з іншого боку кілець.
Ловелл з іншими двома дронами направляються в дальній космос, підтримуючи життя лісу. Фрімен вчить Крячика і Квачика садити дерева і грати в покер. Крячик отримує пошкодження, коли Ловелл випадково стикається з ним під час відчайдушної гонки на багі. Під час лагодження Крячика дрон Кручик виявляє почуття і не покидає його. Час йде, і Ловелл виявляє, що ліс гине. Це його жахає, але допомогти він не в змозі.
Коли корабель «Беркшир» раптом виходить на зв'язок, стає ясно, що скоро обман розкриється. Ловелл приходить до висновку, що рослинам просто не вистачає світла для росту, і він поспішає встановити лампи освітлення. В останній спробі врятувати ліс, перш ніж «Беркшир» до нього добереться, Ловелл відстрілює купол у безпечному напрямку. Далі він приводить в дію атомні заряди, знищуючи себе, Крячика і свій корабель. В останній сцені показано освітлений зсередини лісовий купол, за яким доглядає Квачик, що пливе в глибини космосу.

## Актори
| Актор                       | Роль            |
| --------------------------- | --------------- |
| Брюс Дерн                   | Фрімен Ловелл   |
| Кліфф Поттс                 | Джон Кінан      |
| Рон Ріфкін                  | Марті Баркер    |
| Джессі Вінт                 | Енді Вулф       |
| Марк Персонас               | Квачик (Дрон 1) |
| Шеріл Спаркс і Стівен Браун | Крячик (Дрон 2) |
| Ларрі Вайзенхант            | Кручик (Дрон 3) |

## Створення фільму

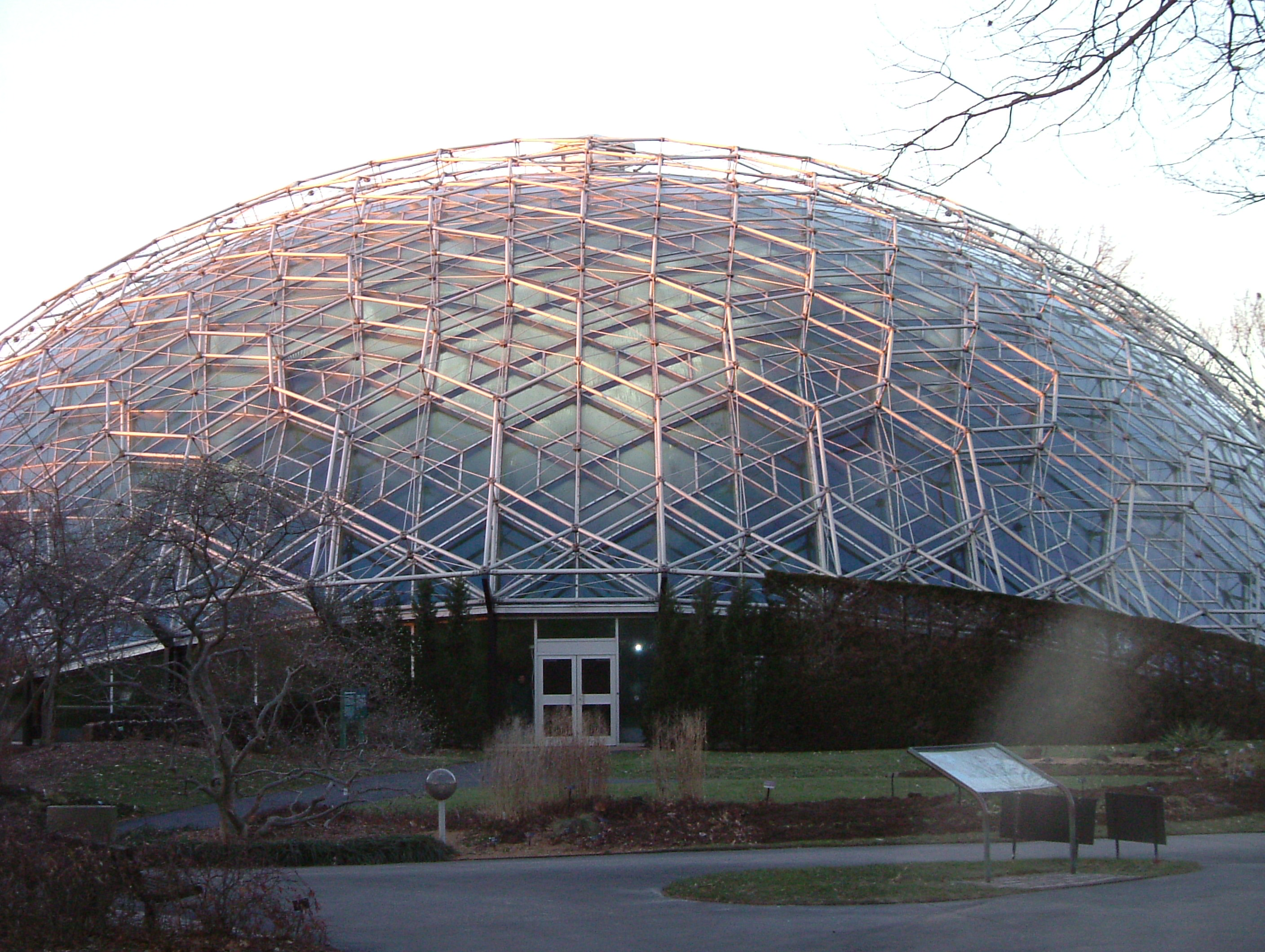
Кліматрон ботанічного саду Міссурі

Тематика збереження природного довкілля була популярна в 1970-і. В 1970 році в Санта-Барбарі відзначили День захисту довкілля на річницю руйнівного розливу нафти, що стався там у 1969. Через кілька місяців у коледжах, університетах, школах і громадах США відбувся перший День Землі під впливом екологічного трактату Рейчел Карсон «Мовчазна весна» (1962).
Оригінальна версія сценарію «Мовчазної втечі» не мала екологічної теми — центральною подією був контакт з інопланетянами, що мало б натякати на завершення війни у В'єтнамі. Через бюджетні обмеження інтер'єри зорельота знімали на списаному військовому авіаносці «Valley Forge», а не в студії. Дуглас Трамбулл, один з творців спецефектів до фільму Стенлі Кубрика «Космічна одіссея 2001 року», працював і над «Мовчазною втечею». «Valley Forge» зображався зовні масивною моделлю приблизно 25 футів завдовжки, зробленою з сотень пластикових моделей літаків, автомобілів і танків. Після виходу фільму була спроба взяти модель у турне, але вона виявилася надто крихкою, і врешті-решт була демонтована, причому кілька куполів уціліли або в руках колекціонерів, або, у кількох випадках, в Музеї наукової фантастики та Залі слави. Прообразом геодезичних куполів слугував купол Кліматрон оранжереї в Ботанічному саду в Міссурі.
Роботів зіграли Марк Персонс, Стівен Браун, Шеріл Спаркс і Ларрі Вайзенхант, які не мали ніг і ходили на руках. Universal Pictures потім заявили, що Twentieth Century Fox використали їхню ідею дизайну роботів для «Зоряних воєн» (імовірно мається на увазі «Gonk droid»). Позов було відхилено, хоча режисер Джордж Лукас визнав, що «Мовчазна втеча» надихнула його.
В Італії фільм показували під назвою «2002: Друга Одіссея» як спосіб пов'язати його з піонерською роботою Трамбулла над фільмом «2001: Космічна Одіссея», хоча вони тематично та стилістично різні.

## Сприйняття
На сайті Rotten Tomatoes фільм отримав 71 % схвальних відгуків критиків. Консенсус критиків стверджує: «Він не реалізує потенціал своїх амбітних тем, але „Мовчазна втеча“ є безперечно унікальним типом науково-фантастичної подорожі, відзначеної інтимною роботою персонажів і меланхолійним настроєм». На Metacritic фільм має середню оцінку 67 %, що вказує на «загалом схвальні відгуки».
На думку Роджера Еберта, «„Мовчазна втеча“ не є, зрештою, дуже глибоким фільмом, та й не намагається ним бути… Це про в основному нескладну людину, яка зіткнулася з приголомшливою, але нескладною ситуацією».
Льюїс Гордон у BBC Culture характеризував фільм: «Це не „2001: Космічна Одіссея“ — техніка не зловмисна — це просто інструменти». Роботи, яких критики часто сприймають лише як миле доповнення, насправді можуть виявитися найвпливовішим аспектом фільму, бо вони демонструють як техніка та природа можуть мирно співіснувати.
Жермен Люсьє для «Gizmodo» описував, що «Мовчазна втеча» — візуально вражаючий фільм, але сумний і песимістичний. Гра Брюса Дерна «маніакальна та кумедна», а в другому акті фільму є «кілька абсолютно безглуздих сцен його взаємодії з роботами» при тому, що він «бореться не лише з самотністю та нудьгою, а й із наслідками своїх дій, які нищівно гнітять». Передумови знищення куполів незрозумілі, як і те, яка користь із порятунку одного з них, що нагадує послання в пляшці, яке ніколи не буде знайдене. «Можливо, якби фільм пропонував трохи більше контексту чи передісторії, рішення відмовитися від проєкту було б зрозумілішим, і в результаті фільм був би кращим».

## Культурні посилання на фільм
- На альбомі одного з піонерів електронної музики Клауса Шульце «Trancefer[en]» (1981) є трек, присвячений цьому фільму.
- Шведський ембієнт-дует Carbon Based Lifeforms назвали на честь фільму одну зі своїх музичних композицій, а в інший («Photosynthesis») використали цитату з фільму: «— What about forests? — Nope.»
- Британська група 65daysofstatic 14 листопада 2011 року випустила Silent Running Re-Score — свій варіант саундтреку до фільму.